# Сумск
Сумск — деревня в Большеврудском сельском поселении Волосовского района Ленинградской области.

## История
Впервые упоминается в Писцовой книге Водской пятины 1500 года как сельцо Сумско в Ястребинском Никольском погосте Копорского уезда.
На карте Ингерманландии А. И. Бергенгейма, составленной по шведским материалам 1676 года, она обозначена как деревня Sumskoi.
На шведской «Генеральной карте провинции Ингерманландии» 1704 года — как деревня Sundschoi.
Как деревня Сунска она упомянута на карте Ингерманландии А. Ростовцева 1727 года.
На карте Санкт-Петербургской губернии Ф. Ф. Шуберта 1834 года — как деревня Сумско, состоящая из 71 крестьянского двора.

СУМСКО — деревня принадлежит штабс-капитанше Суляковой, число жителей по ревизии: 250 м. п., 252 ж. п. (1838 год)

Обозначена на карте профессора С. С. Куторги 1852 года как деревня Сумско, насчитывающая 71 двор.

СУМСКО — деревня действительного статского советника Деппа, 10 вёрст почтовой, а остальное по просёлочной дороге, число дворов — 80, число душ — 197 м. п. (1856 год)

СУМСКО — деревня владельческая при колодце, по правую сторону 2-й Самерской дороги, число дворов — 74, число жителей: 289 м. п., 315 ж. п. (1862 год)

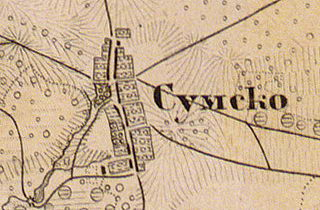
Деревня Сумск на карте 1863 года

Согласно карте из «Исторического атласа Санкт-Петербургской Губернии» 1863 года деревня называлась Сумско. К югу от деревни на реке Сумка стояла водяная мельница.
По данным 1867 года на мызе Сумск проживал сын действительного статского советника Филиппа Филипповича фон Деппа (1793—1855), отставной штабс-капитан Эдуард Филиппович фон Депп (1831—1898), который являлся мировым посредником 1-го участка Ямбургского уезда. В 1868—1869 годах временнообязанные крестьяне деревни выкупили свои земельные наделы у Э. Ф. Деппа и стали собственниками земли.
Сборник Центрального статистического комитета описывал её так:

СУМСК (СУМСКО) — деревня бывшая владельческая, дворов — 70, жителей — 354; Часовня, 2 лавки. (1885 год)

Согласно материалам по статистике народного хозяйства Ямбургского уезда 1887 года мыза Сумск площадью 1413 десятин принадлежала ревельской уроженке П. И. Швабе, мыза была приобретена в 1875 году за 20 000 рублей. Водяная мельница, кузница, покосы и охота сдавались в аренду.
По данным Первой переписи населения Российской империи 1897 года в Сумском сельском обществе числилась деревня Сумск — 74 двора, 198 душ, без надела — 10 душ. При ней православная деревянная часовня святого пророка Илии и мелочная лавка.
В конце XIX — начале XX века деревня административно относилась к Яблоницкой волости 1-го стана Ямбургского уезда Санкт-Петербургской губернии. Население деревни было однородным — эстонским.
В 1904 году на хуторах (посёлках) близ деревни проживали 36 эстонских переселенцев.

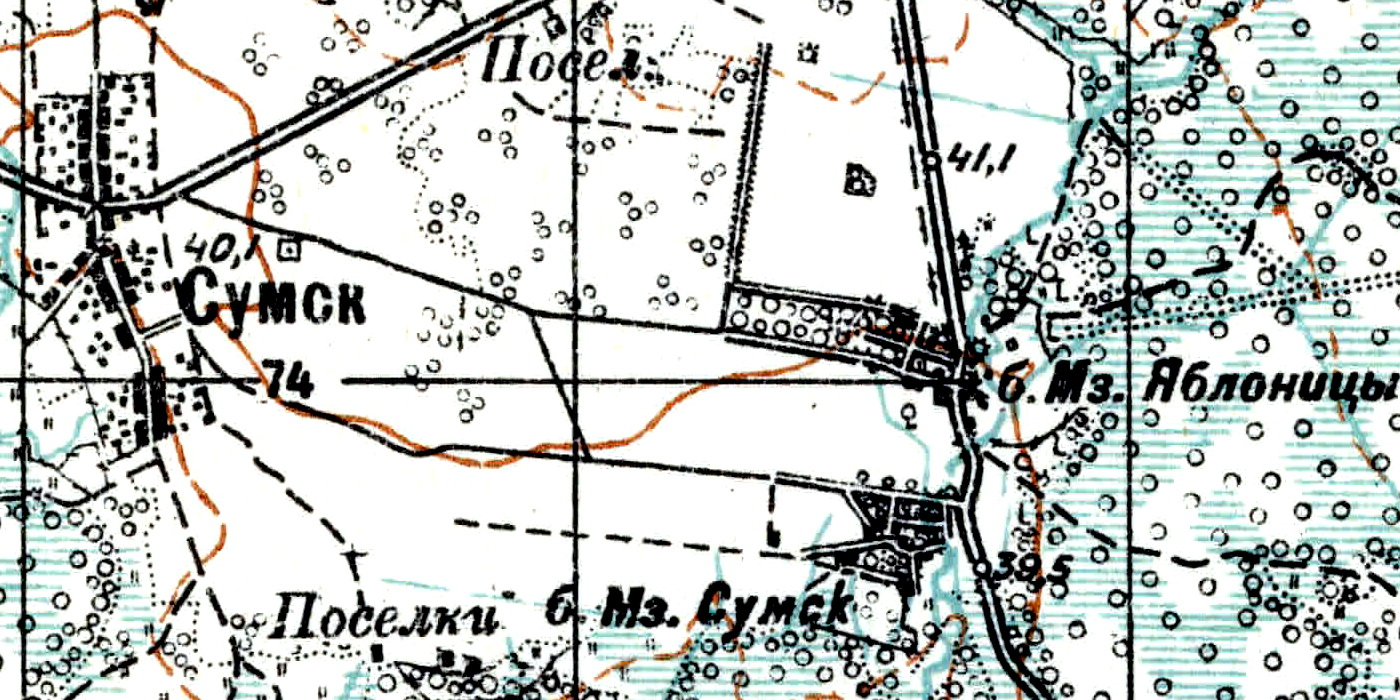
Деревня Сумск на карте 1915 года

В 1915 году деревня насчитывала 74 двора.
В 1917 году деревня Сумск входила в состав Яблоницкой волости Ямбургского уезда.
С 1917 по 1927 год деревня Сумск входила в состав Сумского сельсовета Молосковицкой волости Кингисеппского уезда.
Согласно данным переписи населения СССР 1926 года в деревне Сумск проживали 332 человека, большинство русские, а также эстонцы.
С 1927 года в составе Молосковицкого района.
С 1928 года в составе Морозовского сельсовета.
С 1931 года в составе Волосовского района.
По данным 1933 года деревня называлась Сумск и входила в состав Курского сельсовета Волосовского района.

Деревня Сумск на карте 1940 года

Согласно топографической карте РККА 1940 года деревня насчитывала 80 дворов, в центре деревни находилась часовня.
C 1 августа 1941 года по 31 декабря 1943 года деревня находилась в оккупации.
С 1950 года в составе Курского сельсовета.
С 1963 года в составе Кингисеппского района.
С 1965 года вновь в составе Волосовского района. В 1965 году население деревни Сумск составляло 198 человек.
По данным 1966 года деревня Сумск, также находилась в составе Курского сельсовета.
По данным 1973 и 1990 годов деревня Сумск находилась в составе Остроговицкого сельсовета Волосовского района.
В 1997 году в деревне Сумск проживали 55 человек, деревня относилась к Остроговицкой волости, в 2002 году — 74 человека (русские — 97 %).
В 2007 году в деревне проживал 61 человек, в 2010 году — 74, в 2013 году — 78 человек.
В мае 2019 года деревня вошла в состав Большеврудского сельского поселения.

## География
Деревня расположена в западной части района на автодороге 41А-186 (Толмачёво — автодорога «Нарва»).
Расстояние до административного центра поселения — 8 км.
Расстояние до ближайшей железнодорожной станции Молосковицы — 19 км.
Через деревню протекает река Сумка.

## Демография
| 1838 | 1862 | 1885 | 1997 | 2002 | 2007 | 2010 |
| ---- | ---- | ---- | ---- | ---- | ---- | ---- |
| 502  | ↗604 | ↘354 | ↘55  | ↗74  | ↘61  | ↗74  |
| 2013 | 2014 | 2017 |      |      |      |      |
| ↗78  | ↗80  | ↘73  |      |      |      |      |

### Национальный состав
Согласно данным Всероссийской переписи населения 2021 года в деревне проживали 76 человек, все русские.